# ثلاث مرات أنا
ثلاث مرات أنا (بالإسبانية: Tres veces Ana)‏ هو مسلسل تيلونوفيلا مكسيكي تم إنتاجه وعرضه في سنة 2016 وهو من إنتاج أنجلي نيسما ميدينا وبطولة أنجيليك بوير وسيباستيان رولي وديفيد زيبيدا وسوزانا دوسامانتس وبلانكا غيرا وإريك ديل كاستيو. قصة المسلسل تتكلم عن ثلاث أخوات توأم يفترقن بعد تعرض والديهن لحادث سير أثناء الطفولة فتتربى كل واحدة منهن على طريقتها ومن دون أن تعلمن أن أخواتهن على قيد الحياة، يصادف أن يتعرف شاب عليهن فيقع اثنان منهن بغرامه وهن أنا لوسيا وأنا ليتيسيا، تكون أنا ليتيسيا الشريرة بينهن وألتي تسببت بحادث السير هذا، فتحاول لاحقا نيل مارسيلو وألذي هو الآخر كان قد تعرض إلى إلى حادث سير أدى لفقدان ذاكرته، مما أدى إلى الخلط بين الأختين. حصل كل من أنجليك بوير وسباستيان رولي على جائزة بريميوس كأفضل ممثل وممثلة في مسلسلات التيلينوفيلا لسنة 2017 لدورهما في المسلسل.

## البطولة
- أنجيليك بوير بدور أنا لوسيا/أنا ليتيسيا/أنا لورا ألفاريز ديل كاستيو
- سباستيان رولي بدور سانتياغو غارسيا/مارسيلو سالفاتيرا
- ديفيد زيبيدا بدور راميرو فوينتيس
- سوزانا دوسامانتس بدور إرنستينا ريفاندينييرا
- بلانكا غيرا بدور سوليداد هرنانديز
- إريك ديل كاستيو بدور إيفاريستو غيرا
- بيدرو مورينو بدور إيناكي
- آنا بيرثا إيسبين بدور ريميدوس غارسيا
- لوز ماريا خيريز بدور خولييتا
- ليتيسيا بيرديغون بدور دونا تشانا
- نوريا باجيس بدور ليونور
- مونيكا سانشيز بدور فيريديانا
- أوتو سيرخو بدور رودريغو كاسالوسا
- كارلوس دي لا موتا بدور فالنتين
- أنطونيو ميديلين بدور إيسيدرو
- روبيرتو بالستيروس بدور تاديو
- ساكي تاماشيرو بدور ماريبيل
- أوليفيا بوسيو بدور نيرينا
- لايشا ويلكينز بدور جينيفر
- إيدي فيلارد بدور دانييل

## روابط خارجية
- ثلاث مرات أنا على موقع IMDb (الإنجليزية)
- ثلاث مرات أنا على موقع كينوبويسك (الروسية)
- ثلاث مرات أنا على موقع قاعدة بيانات الفيلم (الإنجليزية)